# 숙의 민씨
숙의 민씨(淑儀 閔氏, ? ~ 1519년 음력 12월 이전)는 조선 연산군의 후궁이다.

## 생애
연산군의 후궁이다. 아버지는 여흥 민씨 민효손이며, 어머니는 파평 윤씨 윤지강의 딸이다.
언제 후궁이 되었는지는 알 수 없다. 다만 1503년(연산군 9년) 음력 6월 22일 민씨의 외숙부 윤금손을 가선대부에 제수한 것이 불가하다는 상소를 올릴 때 해당 내용을 기록한 《연산군일기》에서 숙의 민씨로 칭하는 것으로 보아, 그 이전에 이미 숙의가 된 것으로 보인다. 또 이때 윤금손이 가선대부에 오른 것이 민씨의 외숙이기 때문이라고 여기는 이들이 있었던 듯 하다. 당시 윤금손은 이미 두 품계를 뛰어넘어 당상관의 위치에 오른 상태에서 또 가선대부를 증직받은 것이었다. 한편 민씨의 아버지 민효손도 1506년(연산군 12년) 음력 2월 18일 다른 후궁들의 아버지와 함께 당상관에 제수되었다.
이후 민씨는 살던 가옥이 철거되어 1504년(연산군 10년) 음력 7월 26일 연산군으로부터 집값으로 면포 2,900필을 받았고, 음력 8월 5일에는 귀양 간 봉안군(연산군의 이복동생)의 집을 하사받았다. 그러나 1506년 음력 1월 21일 민씨의 집이 금표 안에 들자, 종실 열산정의 집을 하사받았다.
한편 중종반정이 일어나 연산군이 폐위되었는데, 민씨를 비롯한 사족 출신들의 후궁은 모두 사제로 돌아간 것으로 보인다. 또 1506년(중종 원년) 음력 9월 6일 민씨의 아버지 민효손은 숙의의 아비라는 이유로 당상에 제수되었다 하여 탄핵되었는데, 얼마 되지 않아 다시 서용되었다. 이에 대간에서 다시 탄핵하였으나, 중종은 민효손이 범죄를 저지른 것이 없다고 하여 윤허하지 않았다.
이후 민씨가 언제 죽었는지는 알 수 없다. 다만 1519년(중종 14년) 음력 12월 17일 기록에 연산군의 숙의 중 살아있는 사람은 숙의 곽씨와 숙의 윤씨 뿐이라고 하는 것으로 보아, 그 이전에 사망한 것은 확실한 듯 하다. 연산군과의 사이에서 자녀는 없었다.

## 가족 관계
- 아버지 : 민효손(閔孝孫, 생몰년 미상)
- 어머니 : 윤지강의 딸
  - 남매 : 민세구(閔世球)
  - 남매 : 민세류(閔世瑠)
  - 남매 : 민세원(閔世瑗)
- 시아버지 : 제9대 성종(成宗, 1457~1494, 재위:1469~1494)
- 시어머니 : 폐비 윤씨(廢妃 尹氏, 1455~1482)
  - 남편 : 제10대 연산군(燕山君, 1476~1506, 재위:1494~1506)